# Camacho nodderi
Camacho nodderi is een vlokreeftensoort uit de familie van de Aoridae. De wetenschappelijke naam van de soort is voor het eerst geldig gepubliceerd in 2010 door Coleman & Loerz.